# 茱莉·華特絲
茱莉亞·瑪莉·華特絲女爵士，DBE（英語：Dame Julia Mary Walters，1950年2月22日—）是一名英格蘭女演員及作家。她曾憑在電影《凡夫俗女》（1983年）中的演出而贏得金球獎最佳音樂及喜劇類電影女主角及英國電影學院獎最佳女主角，並入圍了奧斯卡最佳女主角獎。
華特絲也在「哈利波特系列電影」（2001年至2011年）中的七部電影中飾演茉莉·衛斯理一角。

## 個人生活
華特絲於1970年代初訂婚，但在三週前取消婚禮，因為她覺得還沒有準備好要結婚。70年代中期，她與彼得·普斯特李威演員交往了五年。
之後，她與英國汽車協會的巡邏人員葛蘭·羅菲（Grant Roffey）展開一場旋風般的愛戀。兩人的女兒麥茜·梅·羅菲（Maisie Mae Roffey）出生於1988年4月26日，她與丈夫直到1997年去紐約市時才正式結婚。夫妻倆住在羅菲經營的有機農場（位於西薩塞克斯郡普拉斯托）。

## 外部連結
- 茱莉·華特絲在互联网电影资料库（IMDb）上的資料（英文）
- Julie Walters 在英國電影協會的Screenonline
- A Conversation with Julie Walters （页面存档备份，存于） – interactive video interview presented by BFI Screenonline and British Telecom
- Walters named as CBE （页面存档备份，存于）